# Прибитковићи
Прибитковићи су насељено мјесто у Босни и Херцеговини у општини Бановићи које административно припада Федерацији Босне и Херцеговине. Према попису становништва из 2013. у насељу је живјело 502 становника.

## Становништво
| Националност       | 1991.        | 1981.        | 1971.        |
| Муслимани          | 773 (96,86%) | 653 (93,55%) | 104 (97,19%) |
| Срби               | 18 (2,25%)   | 10 (1,43%)   | 0            |
| Хрвати             | 0            | 0            | 0            |
| Југословени        | 6 (0,75%)    | 34 (4,87%)   | 2 (1,86%)    |
| остали и непознато | 1 (0,12%)    | 1 (0,14%)    | 1 (0,93%)    |
| Укупно             | 798          | 698          | 107          |